# Musical.ly
Musical.ly (стилизовано как musical.ly) — социальная сеть для создания видео, прямых эфиров и обмена сообщениями.
Через приложение пользователи могли создавать видеоролики продолжительностью от 15 секунд до 1 минуты и выбирать к ним сопровождающие звуковые дорожки, использовать разные параметры скорости (замедленные, медленные, нормальные, быстрые и «эпические») и добавлять предварительно установленные фильтры и эффекты. Приложение также позволяло пользователям просматривать популярные видео, трендовые песни, звуки и хештеги.
Первый прототип был выпущен в апреле 2014 года, а официальная версия — в августе того же года. По состоянию на июль 2016 года, сервис насчитывал более 90 миллионов зарегистрированных пользователей и в среднем 12 миллионов новых видеороликов, размещаемых каждый день, а к концу мая 2017 года — более 200 миллионов пользователей. Компания Musical.ly имеет штаб-квартиры в Шанхае и Сан-Франциско.
9 ноября 2017 года компания ByteDance приобрела musical.ly за сумму около $1 млрд. В августе 2018 года приложения musical.ly и TikTok были объединены.

## История
Компания Musical.ly Inc. была основана давними друзьями Алексом Чжу (англ. Alex Zhu) и Луисом Янгом (англ. Luyu "Louis" Yang). Перед запуском musical.ly Чжу и Янг занимались созданием социальной сети для образования под названием Cicada, в которой пользователи могли бы преподавать и изучать разные предметы и науки с помощью коротких видеороликов (3-5 минут). После того, как инвесторы вложились в эту задумку, им потребовалось около 6 месяцев для создания продукта. Однако, после запуска, эта онлайн-платформа не получила достаточного отклика, да и контент был недостаточно привлекательным. С некоторыми деньгами, оставшимися от первоначальных инвестиций, Чжу и Янг начали искать новые идеи. Они решили перенести своё внимание на индустрию развлечений, ориентируясь на американский подростковый рынок, поскольку он характеризуется тем, что часто является местом создания новых интернет-трендов.
Идея их нового приложения заключалась в создании платформы, объединяющей музыку и видео в социальной сети. Первая версия musical.ly была официально запущена в августе 2014 года. С 2015 года приложение стало привлекать миллионы пользователей и в июле поднялось до первой позиции в рейтинге App Store. Сервис становился самым загружаемым бесплатным приложением в более чем 30 странах, включая США, Канаду, Великобританию, Германию, Бразилию, Филиппины и Японию. В июле 2016 года musical.ly достиг 90 миллионов загрузок и каждый день в нём публиковалось более 12 миллионов новых видеороликов.
24 июля 2016 года, во время фестиваля VidCon, musical.ly официально запустил новое приложение live.ly, которое позволяет вести прямые трансляции видео. Несмотря на отсутствие дополнительных вложений в рекламу, live.ly поднялся до первой позиции в рейтинге магазина App Store уже через несколько дней.
28 января 2016 года новостной сайт Business Insider опубликовал опрос, в котором «10 из 60 [опрошенных подростков] упоминали musical.ly как приложение, которое их больше всего интересовало».

## Особенности
Пользователи musical.ly могут записывать видео длиной от 15 секунд до 1 минуты и после соединять его с песнями или звуками. Платформа также позволяет редактировать записи с помощью предустановленных фильтров и эффектов. Кроме того, у musical.ly есть функция создания более коротких видеороликов под названием «живые моменты», которые по сути являются GIF-изображениями с музыкой. Пользователи musical.ly могут взаимодействовать друг с другом, используя такие функции, как «задать вопрос» и «дуэт», а также отправлять личные сообщения с помощью функции direct.ly.
В musical.ly есть раздел «тренды», который позволяет распространять видео по платформе. Из-за большого количества пользователей некоторые события, начинавшиеся в нём, становились вирусными и в других социальных сетях. Одним из самых заметных движений, получивших популярность благодаря musical.ly, был челлендж «Не суди» (Do not Judge Challenge), в котором участвовали миллионы подростков во всем мире. Его смысл заключался в создании видео, состоящего из двух частей — в первой автор всячески старается «изуродовать» себя, например, рисовать прыщи, монобровь, неровности на зубах, а во второй части автор неожиданно предстаёт красивым и привлекательным. Таким образом интернет-тренд призывал отказаться от современных стандартов красоты по внешности и суметь увидеть в человеке его внутреннюю красоту.

## Известные пользователи
Активным пользователям с наиболее высокими показателями популярности даются «короны» musical.ly. Некоторые пользователи платформы получили большую известность благодаря приложению. Так, Ариэль Мартин, более известная как Baby Ariel, аккаунт которой, по состоянию на май 2017 года, насчитывает более 19 миллионов подписчиков — один из пользователей, которые получили внимание в СМИ. В апреле 2016 года она давала интервью в прямом эфире в телепередаче Good Morning America. Маккензи и Мэдди Зиглер стали более известными с помощью приложения после того, как закончили своё участие в телешоу «Мамы в танце». Джейкоб Сарториас (англ. Jacob Sartorius) продвинул свой дебютный сингл «Sweatshirt» на musical.ly, после чего песня попала в топ-10 iTunes Store. Лорен Грей Бич (англ. Loren Gray Beech), также начавшая с musical.ly, сейчас является известной и влиятельной персоной в социальных сетях. Израильская школьница Анна Зак (англ. Anna Zak; ивр. אנה זק‎) стала знаменитостью в Израиле также с помощью musical.ly и благодаря этому подписала рекламный контракт с компанией Adidas.
Такие исполнители, как Ариана Гранде, Деми Ловато, Андра Дей, Селена Гомес, Шакира, Дэдди Янки, Биби Рекса, Krewella, Брендон Ури, Меган Трейнор и Джейсон Деруло использовали это приложение для продвижения своих новых песен. Многие другие знаменитости также присоединились к платформе, в их числе Пэрис Хилтон, Fetty Wap, Шакил О’Нил, Адам Ламберт и Gnash.